# Frida Svensson

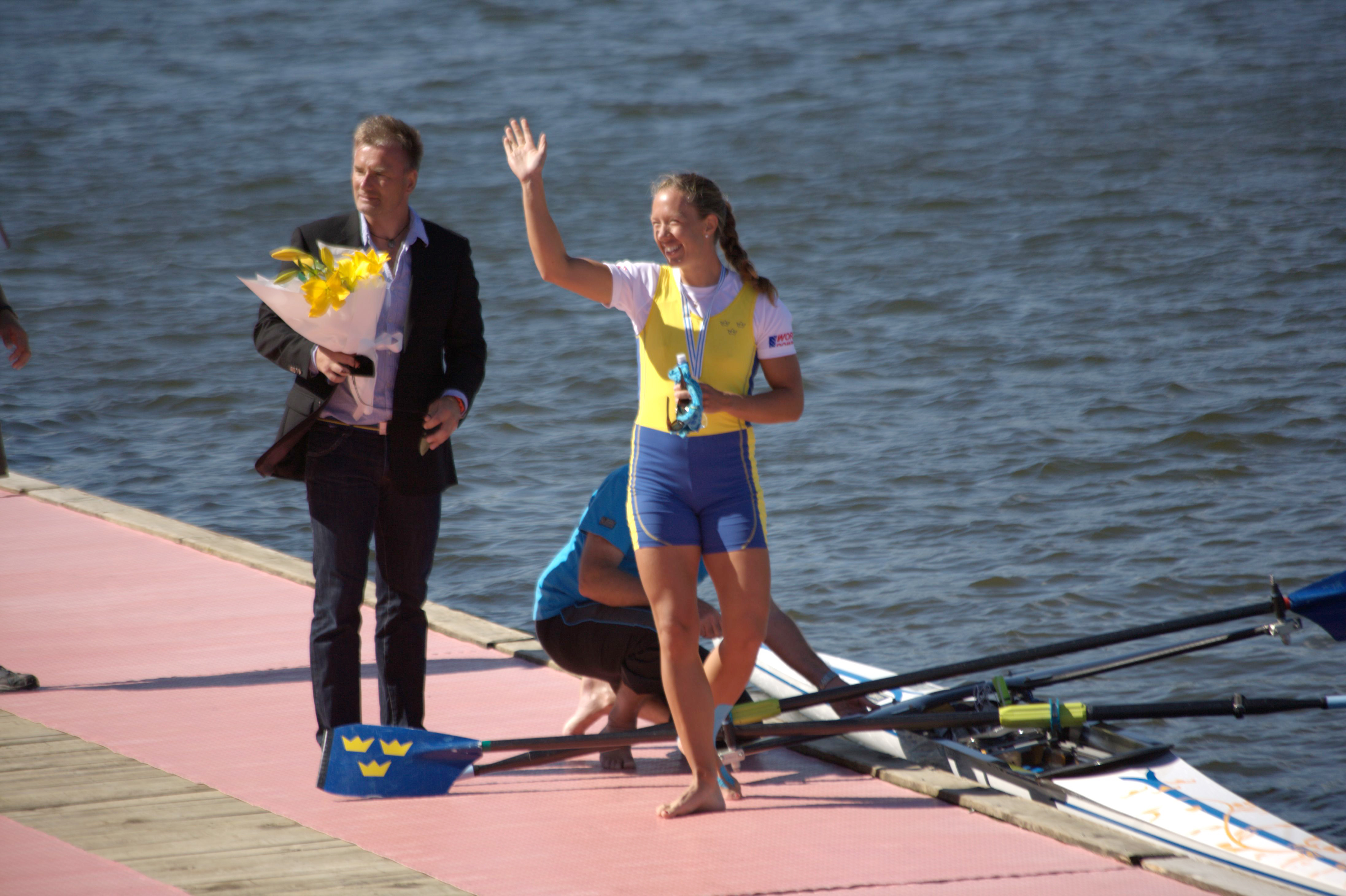
Frida Svensson bei der WM 2010

Frida Linnéa Johanna Svensson (* 18. August 1981 in Falkenberg) ist eine ehemalige schwedische Ruderin.
Svensson begann 1991 mit dem Rudersport. 1998 war sie mit dem Doppelvierer Fünfte bei den Junioren-Weltmeisterschaften. 2002 belegte sie bei der U23-Weltregatta den vierten Platz im Einer, 2003 wurde sie Zweite hinter der deutschen Julia Heitmann. Bei den Weltmeisterschaften in der Erwachsenenklasse erreichte sie 2003 den 16. Platz, ein Jahr später war sie bei den Olympischen Spielen 2004 Achte. 2005 erreichte sie beim Weltcup in Luzern als Dritte erstmals das Podest, bei den Weltmeisterschaften 2005 kam sie als Fünfte ins Ziel. Ihre erste Weltmeisterschaftsmedaille gewann Svensson 2006 in Eton mit Bronze hinter der Belarussin Kazjaryna Karsten und der Tschechin Miroslava Knapková. 2007 in München erlebte sie mit dem neunten Platz einen Rückschlag, bei den Europameisterschaften 2007 in Posen gewann sie allerdings die Bronzemedaille hinter der Bulgarin Rumjana Nejkowa und Miroslava Knapková. Bei der olympischen Regatta 2008 gewann sie das B-Finale und belegte damit den siebten Platz in der Endabrechnung. 2009 folgte auf einen neunten Platz bei den Weltmeisterschaften ein vierter Platz bei den Europameisterschaften. 2010 erhielt sie bei den Europameisterschaften die Bronzemedaille hinter Karsten und Knapková. Ihren größten Erfolg erreichte sie bei den Weltmeisterschaften 2010 in Neuseeland, wo sie vor Karsten die Goldmedaille gewann. 2011 konnte sie ihren Titel nicht verteidigen, sie belegte bei den Weltmeisterschaften in Bled den fünften Platz. 2012 belegte sie den zehnten Platz bei den Olympischen Spielen in London. Im Jahr darauf war sie Vierte bei den Europameisterschaften 2013. Nach dem 16. Platz bei den Weltmeisterschaften 2015 beendete sie ihre internationale Karriere.